# Raymond Leo Burke
Raymond Leo Burke (Richland Center, 1948. június 30. –) amerikai római katolikus pap, az Apostoli Szignatúra Legfelsőbb Bírósága nyugalmazott prefektusa, a Jeruzsálemi Szent Sír Lovagrend és a Szuverén Máltai lovagrend nyugalmazott patrónusa, bíboros.
A kánonjogász Burke-ot a tradicionalizmus hangjaként tartják számon a katolikus egyház prelátusai között. Konzervatív vezetőként szerzett magának hírnevet, miközben La Crosse-ban és St. Louisban szolgált. Burke a tridenti mise egyik fő támogatója, mivel gyakran szolgált ekképpen és tradicionalista papokat szentelt fel. Kritizálta a VI. Pál pápa által 1969 után bevezetett misében általa hiányosságnak tartottakat. Egyes mainstream médiumok gyakran az egyház konzervatív szárnya de facto vezetőjének tekintik.
Burke nyilvánosan összeütközésbe került Ferenc pápával, erőteljesen ellenezte más püspökök azon próbálkozásait, hogy enyhítsék az egyház hozzáállását a melegekkel és azokkal a katolikusokkal szemben, akik elváltak és újra házasodtak az egyházon kívül. Burke úgy vélte, hogy a legalizált abortuszt támogató katolikus politikusok, köztük John Kerry amerikai elnökjelölt és Joe Biden amerikai elnök nem részesülhetnek az eucharisztiában. Bár Burke tagadta a Ferenc pápához való hűtlenség vádját, számos kijelentését kritikaként értelmezték, egyszer megemlítette, hogy esetleg „formálisan korrigálni” kellene a pápát az Amoris laetitia kapcsán. Ez egyes katolikusok részéről visszatetszést váltott ki Burke-kel szemben.
2015 szeptemberében a Vatikán bejelentette, hogy Burke-et újra kinevezték a Szenttéavatási Ügyek Kongregációjába, ahonnan 2013 decemberében eltávolították, de a Püspöki Kongregációban és az Apostoli Szignatúra Legfelsőbb Bíróságában betöltött befolyásosabb pozícióiba nem. 2016-ban nem nevezték ki újra az Istentiszteleti és Szentségi Fegyelmi Kongregáció tagjává. 2017 februárjában Burke ismét háttérbe szorult, amikor Ferenc pápa Giovanni Angelo Becciu érseket nevezte ki a Szuverén Máltai Lovagrend különleges megbízottjává, kizárólagos felelősséggel azokért a feladatokért, amelyeket normális esetben Burke mint a rend patrónusa látna el. Albert von Boeselager, a rend nagykancellárja bejelentette, hogy ez azt jelenti, hogy Burket „de facto felfüggesztették” a védnökségből. Ferenc pápa 2017 szeptemberében ismét az Apostoli Szignatúra Legfelsőbb Bírósága rangos tagjává nevezte ki. A pápa 2023 novemberében állítólag kilakoltatta Burke-öt támogatott vatikáni lakásából, és megvonta nyugdíjas bíborosi fizetését.

## A kezdetek
Burke 1948. június 30-án született a wisconsini Richland Centerben, Thomas F. és Marie B. Burke hat gyermeke közül a legfiatalabbként. Ír származású, felmenői Cork és Tipperary megyékből származnak. Burke 1954 és 1959 között a Richland Center-i St. Mary'S Parish Schoolba járt. (2012-ben az iskola egyik részét az ő tiszteletére Raymond Cardinal Burke Annex-nek nevezték el.) A család később a wisconsini Stratfordba költözött. 1962 és 1968 között a wisconsini La Crosse-ban, a Szent Kereszt Szemináriumban tanult. 1968 és 1971 között a washingtoni Amerikai Katolikus Egyetemen tanult ösztöndíjasként, 1970-ben bakkalaureátust, 1971-ben pedig mesterdiplomát szerzett filozófiából. 1971 és 1975 között a római Gregoriana Pápai Egyetemen végezte papi tanulmányait, ahol teológiából szerzett diplomát. Tanulmányai alatt a Pápai Észak-Amerikai Kollégiumban lakott, és osztálytársa volt 10 leendő püspöknek és 2 leendő bíborosnak. 1975. június 29-én VI. Pál pápa a Szent Péter-bazilikában szentelte pappá.

## Papi szolgálat
Pappá szentelése után Burke a wisconsini La Crosse-ban, a Munkás Szent József-székesegyház segédrektoraként kapott megbízást. Emellett hittant tanított a La Crosse-i Aquinas High School-ban (ahol 1997-ben egy új épületegyüttest neveztek el tiszteletére Bishop Burke Hallnak, majd 2011-ben átkeresztelték Cardinal Burke Hallra.) 1980 és 1984 között Burke kánonjogot tanult a római Gregoriana Pápai Egyetemen, ahol 1982-ben kánonjogi licenciátust, 1984-ben pedig kánonjogi doktori címet szerzett. Ezután visszatért La Crosse-ba, ahol a Kúria moderátorává és a La Crosse-i egyházmegye alkancellárjává nevezték ki. 1989-ben II. János Pál pápa Burke-öt nevezte ki az Apostoli Szignatúra Legfelsőbb Bírósága, a katolikus egyház legmagasabb egyházi bíróságának első amerikai kötelékvédőjévé.

## Püspöki szolgálat

### La Crosse püspöke
II. János Pál pápa 1994. december 10-én nevezte ki a La Crosse-i egyházmegye püspökévé és 1995. január 6-án szentelte püspökké a Szent Péter-bazilikában. Burke 1995. február 22-én vette át a La Crosse-i egyházmegye püspöki székét.
2000-ben Burke összehívta a La Crosse-i egyházmegye ötödik egyházmegyei zsinatát, amelynek eredménye a 2003-ban megjelent V. szinódus, akták: 2000. június 11-14. között ünnepelve kiadvány lett. 2002-ben nagy befolyással volt az Új Jeruzsálemi Reguláris Kanonokok, a tridenti misének, a liturgia hagyományos formájának a latin egyházban szentelt ágostonos kanonoki rend megalapításában.
A La Crosse-i egyházmegye két névtelenül nyilatkozó papja szerint Burke vezetése megosztó volt. Az egyházmegyében az emberek megosztott véleményt alkottak róla. Az egyik ilyen példa a 25 millió dolláros Guadalupei Miasszonyunk, Amerika védőszentje kegyhely építése volt, a kritikusok szerint a felhasznált pénzt a szegényeknek kellett volna adni, míg Burke a lelki áhítat növelésének gyümölcsöző módjaként védte a lépést. Egy másik eset volt, hogy az egyházmegye visszalépett a Church World Service éves terménygyűjtő sétájáról, mert a befolyt pénz egy részét óvszerek vásárlására használták a fejlődő országokban. Burke számos hagyományos rendet is üdvözölt az egyházmegyében, köztük a Krisztus Király Szuverén Papi Intézetet (ICKSP), amelynek papjai kizárólag a tridenti misét mutatják be. Két pap hagyta el az egyházmegyét az ő politikája miatt. Burke számos iskolát bezárt, miközben a tanárok fizetését is megemelte. Néhány segítője megjegyezte, hogy stílusa formálisabb, mint elődjéé, John Joseph Paulé, bár segítői a magánéletben melegszívűnek és megközelíthetőnek jellemezték. Hivatali ideje alatt az egyházmegye továbbra is részt vett a karitatív erőfeszítésekben, miközben növelte erkölcsi és politikai aktivizmusát.

### Saint Louis érseke
2003. december 2-án a Saint Louis-i főegyházmegye érsekévé nevezték ki, Justin Francis Rigali bíboros utódjául, akit a Philadelphiai főegyházmegye érsekévé neveztek ki. Beiktatására 2004. január 26-án került sor, a palliumot pedig 2004. június 29-én adta át neki II. János Pál pápa St. Louisban, Burke a papi hivatások előmozdítását hangsúlyozta. A főegyházmegye hetilapjában, a Saint Louis Review-ban rovatot is közölt. Mind La Crosse-ban, mind St. Louisban Burke oratóriumokat hozott létre azok számára, akik a hagyományos forma szerinti istentiszteletre vágynak. Ahogy La Crosse-ben tette, meghívta a Krisztus Király Intézetet a főegyházmegyébe, és papokat szentelt a csoport számára az Egyesült Államokban és külföldön egyaránt. Két ICKSP pap felszentelésére 2007. június 15-én, egy ünnepélyes pápai főmisén 40 év óta először fordult elő, hogy a Szent Lajos székesegyházi bazilikában a tridenti rítus szerint szenteltek. 2006-ban, amikor a Missouri állambeli választók szűken megszavazták az állami alkotmány módosítását, amely engedélyezte az embrionális őssejtkutatást, azt mondta, hogy ez azt jelenti, hogy „legapróbb testvéreinket és nővéreinket... törvényesen azok alanyává, rabszolgájává teszik, akik manipulálni és elpusztítani akarják életüket az állítólagos tudományos és technológiai fejlődés érdekében.”
Hivatali ideje alatt Burke kiélezte a régóta húzódó vitát az egyházmegye egyik templomának, a St. Stanislaus Kostka templomnak a bezárási kísérlete és jelentős vagyonának tulajdonjoga körül. Miután Marek Bozek atya 2005-ben karácsony esti misét vezetett, annak ellenére, hogy az érsekség korábban megpróbálta bezárni a plébániát, Burke „kijelentette, hogy a templom »skizmában« van”, ami Bozek és az templom világi vezetőségének kiközösítéséhez vezetett. 2012-ben egy állami bíróság a főegyházmegye ellenében döntött, és az immár független katolikus egyházként működő gyülekezet mellé állt, és a jelentős plébániai vagyon teljes tulajdonjogát neki ítélte.
2006 júliusában XVI. Benedek pápa kinevezte az Apostoli Szignatúra Legfelsőbb Bírósága, a katolikus egyház legfelsőbb bíróságának tagjává. 2008. május 6-án a pápa két vatikáni megbízást is adott Burke-nek, mikor kinevezte a Törvényszövegek Pápai Tanácsa, amely az egyházjogot értelmezi és a Kléruskongregáció tagjává.

### Az Apostoli Szignatúra Legfelsőbb Bírósága prefektusa
2008. június 27-én XVI. Benedek pápa kinevezte az Apostoli Szignatúra Legfelsőbb Bírósága prefektusává. Burke a Római Kúria több intézményébe is kinevezést kapott: 2008. május 6-án a Törvényszövegek Pápai Tanácsába, amely az egyházjogot tekintéllyel értelmezi és a Kléruskongregációba, amely az egyházmegyés papok és diakónusok képzését és továbbképzését szabályozza; 2009. október 17-én a Püspöki Kongregációba, amely a legtöbb latin egyházi püspök kinevezését felügyeli a missziós területeken kívül; 2010. július 6-án az Istentiszteleti és Szentségi Fegyelmi Kongregációba; 2010. július 24-én a Szenttéavatási Ügyek Kongregációjába és 2011. január 29-én az Államtitkárság államokkal való kapcsolatokért felelős részlegének bíborosok és püspökök tanácsába. 2008. október 7-én kinevezték az Ügyvédek Bizottságának elnökévé, amely felelős a képzett kánonjogászok felvételéért a Vatikán bíróságain praktizálható kánonjogászok nyilvántartásába.
2010. március 11-én, az Európában napvilágot látott szexuális visszaélési botrány nyomán Burke azt mondta, hogy a Vatikánnak egy olyan dokumentumot kell készítenie, amely az egyházjogban gyökerező, egyértelmű irányelveket tartalmaz, amelyek a püspököknek és a helyi bíróságaiknak világszerte iránymutatást adnak arról, hogyan kell jelenteni az eseteket a Szentszéknek, hogy felgyorsuljon az áldozatoknak való igazságszolgáltatás folyamata. Változtatnának azon a politikán is, amely nagyfokú titkosságot biztosított az eljárás során.

### Bíborosi Kollégium
A 2010. november 20-i konzisztóriumon XVI. Benedek pápa a Sant'Agata dei Goti templomot jelölte ki címtemplomául, diakónus-bíborosi rangban, ezzel az ötödik Saint Louis-i érsek lett, aki a Bíborosi Kollégium tagjává vált. 2011. február 5-én, Szent Ágota emléknapján Burke kánoni birtokba vette római címtemplomát.
2012 októberében a Püspöki Szinódus 13. rendes közgyűlésén a Vitaügyi Bizottság elnökévé nevezték ki.
Burke egyike volt azoknak a választó bíborosoknak, akik részt vettek a Ferenc pápát megválasztó 2013-as pápai konklávén.
2013. december 16-án Ferenc pápa átfogó változtatásokat eszközölt a Püspöki Kongregációban, a Vatikán befolyásos részlegében, amely a püspökök kiválasztását és kinevezését felügyeli, és Burke-öt nem nevezték ki újra tagnak. Egyes feltételezések szerint ez azt tükrözte, hogy Burke „a pápánál agresszívebb álláspontot képvisel a nyugati kultúrharcok tekintetében.” Carlo Maria Viganó érsek és korábbi amerikai apostoli nuncius szerint Burke eltávolítása Theodore McCarrick bíboros, Washington nyugalmazott érseke befolyása miatt történt, de Viganó értelmezését nem ellenőrizték függetlenül.
Tíz év bíboros-diakónusi rangban eltöltött év után Burke élt a bíboros-presbiteri rangra vonatkozó optációjával, amit Ferenc pápa a 2021. május 3-i konzisztóriumon megerősített.

### Apostoli Szignatúra és a Szuverén Máltai Lovagrend védnöke
2014. november 4-én Burke nyilvánosan panaszkodott: „Erős az az érzés, hogy az egyház olyan, mint egy kormányrúd nélküli hajó.” Kritikáját azzal ellensúlyozta, hogy nem akarja, hogy úgy értelmezzék, hogy a pápát bírálja.
November 8-án, négy nappal később Ferenc pápa eltávolította Burke-öt az Apostoli Szignatúra Legfelsőbb Bírósága prefektusának posztjáról, és kinevezte a Szuverén Máltai Lovagrend védnökévé, egy nagyrészt ceremoniális tisztségre, amelyet általában egy nyugalmazott bíboros kap, vagy egy aktív bíboros másodállásként.
Sokan úgy vélik, hogy Burke elbocsátása a „kormányozhatatlan hajó” megjegyzésével függ össze. Ferenc pápa tagadta, hogy Burke eltávolítása a Vatikán legfelsőbb bíróságának éléről „büntetés” lett volna a 2014-es családszinóduson kifejtett konzervatív nézetei miatt, mondván, hogy egy „okos amerikait” akart a Máltai Lovagrend védnökének. Ferenc azt mondta, hogy a lépés a vatikáni bürokrácia szélesebb körű átszervezésének része volt, amelyről már jóval a szinódus előtt döntöttek, de a szinódus utánig várt, hogy hivatalossá tegye, így Burke még részt vehetett a találkozón, mint egy vatikáni részleg vezetője.
Ferenc pápa 2023. június 19-én Gianfranco Ghirlanda bíborost nevezte ki Burke utódjául a patrónusi tisztségbe. Megjegyezték, hogy Burke-öt még 74 évesen, a szokásos 75 éves nyugdíjkorhatártól elmaradva távolították el, utódja pedig 80 éves volt. 2023 novemberében Ferenc pápa állítólag kilakoltatta Burke-öt a támogatott vatikáni lakásából, és megvonta a nyugdíjas bíborosként kapott fizetését.

#### Mianmari óvszer vita
Új pozíciójának általában ünnepélyes jellege ellenére 2017 elejére Burke számára gondok merültek fel, miután kiderült, hogy ő és az akkor Máltai Lovagok Nagymestere, Matthew Festing azon dolgozott, hogy elmozdítsa Albrecht Freiherr von Boeselager kancellárt, mert óvszereket szállított a mianmari embereknek, ami ellentétes a hivatalos katolikus tanítással, amely tiltja a mesterséges fogamzásgátlást. Ferenc pápa 2017. február 2-án Burke-öt a Szuverén Máltai Lovagrend pártfogójaként háttérbe szorította, és Giovanni Angelo Becciu érseket nevezte ki a rend különleges megbízottjává, aki kizárólag a patrónus által általában gyakorolt feladatokért felel. Február 21-én von Boeselager bejelentette, hogy ez azt jelenti, hogy Burke-öt „de facto felfüggesztették” a védnökségből.

### Egyéb szolgálat a Római Kúrián
2015. szeptember 26-án Ferenc pápa kinevezte Burke-öt a Szenttéavatási Ügyek Kongregációja tagjává.
Ferenc pápa 2016 novemberében eltávolította Burke-öt az Istentiszteleti és Szentségi Fegyelmi Kongregáció tagságából. Ezt válasznak tekintették azokra a dubia (latinul kételyek) kérdésekre, amelyeket Burke három másik bíborossal együtt az Amoris laetitia azon elemeivel kapcsolatban nyújtott be, amelyek szerintük ellentétbe állnak a katolikus erkölcsi tanítással, különösen az elváltakkal való bánásmóddal kapcsolatban. Burke jelezte, hogy a dubia-ra adott válasz hiányában valószínűleg Ferenc pápa „hivatalos korrekciója” következik.
2017 februárjától Burke elnökölt egy öt bíróból álló testületben a guami Agañai főegyházmegye érseke, Anthony Sablan Apuron egyházi perében, amelyet kiskorúakkal szembeni szexuális visszaélés vádjával indítottak. 2018 márciusában a bíróság bűnösnek találta Apuront, és elrendelte hivatalából való eltávolítását. 2017 szeptemberében Ferenc pápa újból kinevezte Burke-öt az Apostoli Szignatúra Legfelsőbb Törvényszékének rangidős tagjává, de korábbi prefektusi pozícióját nem kapta vissza.

### Intézet az Emberi Méltóságért és a Szent Liga
Burke korábban az Emberi Méltóságért Intézet, egy katolikus ihletésű, római székhelyű nem kormányzati szervezet tanácsadó testületének elnöke volt. Burke 2019 júniusában megszüntette kapcsolatát az Intézettel, miután azt nyilvánosan azonosították Steve Bannon politikai programjával.
2015 márciusában Burke lett a Szent Liga vezetője. A modern Szent Liga úgy írja le magát, mint a szentáldozás iránti odaadásban egyesült férfiak plébániai alapú hálózata.

## Nézetek

### Észrevételek és kritikák Ferenc pápáról
Burke-öt széles körben az egyház konzervatív szárnya vezetőjeként tartják számon, és de facto vezetője az Egyesült Államokban azoknak, akik ellenzik Ferenc pápa egyházát. Nem sokkal azután, hogy Ferenc elutasította Burke újbóli kinevezését a Püspöki Kongregációba, azt mondta:
„Az embernek az a benyomása, vagy a médiában így értelmezik, hogy szerinte túl sokat beszélünk az abortuszról, túl sokat beszélünk a házasság integritásáról, mint egy férfi és egy nő közötti házasságról. Pedig erről sosem beszélhetünk eleget.”
Burke tagadta, hogy Ferenc azt tervezte volna, hogy megváltoztatja a katolikus tanítást erkölcsi kérdésekben. Azt mondta, hogy az „igazsággal szemben megkeményedett” emberek azt állítják, hogy Ferenc meg akarta változtatni azokat az egyházi tanításokat, amelyeket a mai szekularizált kultúra elutasít. Azt is mondta, hogy „a Szentatya megközelítésének hamis dicsérete kigúnyolja azt a tényt, hogy ő Szent Péter utóda”, és hogy következésképpen „elutasítja a világ elfogadását és dicséretét.” Ferenc 2017-ben kedvezően beszélt Burke-ről, mondván: „Nem tekintem Burke bíborost ellenségnek.” Burke-öt „kiváló jogásznak” is nevezte.
Burke a The Wanderernek adott 2019. január 10-i interjújában elítélte Ferenc pápa 2018 szeptemberi szentszék-kína megállapodását. Burke azt mondta, hogy ez „valójában ... a Kínában élő mártírok és hitvallók generációinak megtagadása.” Burke bírálta a „szinodalitás” fogalmát is, amelyben a pápától a püspökökre száll át a hatalom. „A pápát hallgatva az embernek az a benyomása támad, hogy egyre több hatalmat ad az egyes püspököknek és a püspöki konferenciáknak. De ez nem a katolikus egyház.” – mondta Burke. Azzal vádolta a szinodalitás támogatóit, hogy „forradalmat” próbálnak végrehajtani az egyházban, ami szerinte azt eredményezné, hogy a katolicizmust különböző országokban különbözőképpen gyakorolják, ami összességében a katolikus egyház kárára válna.

Burke ultrakonzervatívnak és Ferenc pápa ellenfelének vélt státusza kritikákat váltott ki. Néhány püspök nem engedélyezte Burke-nek, hogy konferenciákat tartson az egyházmegyéjében, és számos pap azzal vádolta meg, hogy „propagandát terjeszt a pápa ellen.” A National Catholic Reporter 2019 júliusában erősen kritikus vezércikket közölt Burke-ről, amelyben a következőképpen ostorozta őt:
„annak a vallási vezetőnek a modern változata, akit Jézus a legkeményebben elítélt, aki indokolatlan terheket rótt másokra, és magát az igazság vitathatatlan hordozójának kiáltotta ki.”
Az NCR cikkemegrovásban részesítette Burke-öt, amiért állítólag „újra meg akarja teremteni azt a klerikalizmust, amely a szexuális visszaélések eltussolási botrányának középpontjában áll, amely továbbra is aláássa az egyház tekintélyét”, és amiért megpróbálja „Ferenc kísérési modelljének dinamizmusát egy statútumhoz kötött és statikus, önmagát szolgáló intézményhez való visszatéréssel helyettesíteni.” Mark Silk katolikus akadémikus nyilvánosan megvádolta Burke-öt a XIII. Leó pápa által elítélt „amerikanizmus” eretnekségének elkövetésével és a pápának való engedetlenséggel. Egyes kommentátorok Burke Ferenccel és a Vatikánnal való konfliktusait egy folyamatban lévő nagyszabású konfliktus szimbolikájának tekintették „egy progresszívebb Vatikán és az amerikai egyház között.”
2019. június 10-én Burke, Jānis Pujats bíboros, valamint Tomasz Peta, Jan Paul Lenga és Athanasius Schneider püspökök 40 pontos „Igazságnyilatkozatot” tettek közzé, amely azt állítja, hogy megerősíti a hagyományos egyházi tanítást. A püspökök azt írták, hogy egy ilyen nyilatkozatra „a szinte általános tanbeli zűrzavar és tájékozatlanság” idején van szükség. A nyilatkozat egyes passzusai implicit módon Ferenc több írására is vonatkoztak, és néhányat közülük kritikának, sőt ellenkezésnek tekintettek. A nyilatkozat kimondja, hogy „a Jézus Krisztusba vetett hitből született vallás” az „egyetlen, Isten által pozitívan akart vallás”, látszólag utalva a Ferenc pápa által február 4-én aláírt Dokumentum az emberi testvériségről-re, amely szerint a „vallások sokszínűsége Isten akarata.” A Katolikus Egyház Katekizmusának közelmúltbeli módosításait követően, amelyek ellenzik a halálbüntetést, a nyilatkozat kimondja, hogy az egyház „nem tévedett”, amikor azt tanította, hogy a polgári hatóságok „jogszerűen gyakorolhatják a halálbüntetést”, ha az „valóban szükséges” a „társadalmak igazságos rendjének” megőrzése érdekében.
2019 szeptemberében Burke és Schneider egy 8 oldalas levelet tett közzé, amelyben elítélték az általuk állítólag hat teológiai tévedést a Pán-Amazóniai Püspöki Szinódus munkadokumentumában, és azt kérték, hogy Ferenc pápa „erősítse meg testvéreit a hitben a tévedések egyértelmű elutasításával.” Burke és Schneider bírálta a dokumentumot a „hallgatólagos panteizmusért”, a házas papság támogatásáért és a nők nagyobb szerepéért a liturgiában, valamint azért, amit túlzott nyitottságnak tartanak a pogány rituálék és az amazóniai népek körében elterjedt gyakorlatok iránt. Azt kérték, hogy a laikusok és a papság imádkozzanak legalább egy tizedet a rózsafüzérből, és böjtöljenek hetente az ilyen eszmék elutasításáért 40 napon át, szeptember 17-től október 26-ig.

### Abortusz és embrionális őssejt-kutatás
A 2004-es amerikai elnökválasztás idején Burke kijelentette, hogy nem fogja megáldoztatni John Kerry amerikai szenátort vagy más katolikus politikust, akik nyilvánosan támogatják a nők abortuszhoz való jogát.
„Az egyik problémám az, hogy a püspökök azt mondják nekem: »Nos, ez hallatlan az egyházi gyakorlatban.« Valójában Szent Pálra vezethető vissza a Korintusiaknak írt első levélben, amikor azt mondja: »Aki Krisztus testét és vérét méltatlanul eszi és issza, az kárhozatra eszi és issza önmagát.«”
Burke írt egy lelkipásztori levelet is, amelyben azt mondta, hogy a katolikusok ne szavazzanak olyan politikusokra, akik támogatják az abortuszt vagy más „életellenes” gyakorlatokat. Burke később pontosította álláspontját, és kijelentette, hogy az ember szavazhat egy abortuszpárti politikusra, és nem követ el halálos bűnt, ha úgy véli, hogy az abortusznál fontosabb erkölcsi kérdésről van szó. Ugyanakkor azt is kijelentette, hogy ilyen kérdésre nem tud gondolni. Egy 2008 szeptemberében adott interjúban azt mondta, hogy „a Demokrata Párt azt kockáztatja, hogy végleg »a halál pártjává« alakul át, a bioetikai kérdésekben hozott döntései miatt”, különösen a választási abortuszok tekintetében.
2007-ben az énekesnő Sheryl Crow, aki az embrionális őssejtkutatás híve, a tervek szerint fellépett volna a Saint Louis-i Cardinal Glennon Gyermekkórház javára rendezett jótékonysági koncerten. Burke kijelentette, hogy a Crow-t vendégül látó kórház „... azt a benyomást keltené, hogy az egyház valahogy következetlen a tanításában.” Kérte, hogy a kórház vonja vissza a meghívást; amikor a kórház ezt megtagadta, 2007. április 25-én lemondott az igazgatótanácsból.

2008-ban Burke sürgette a Saint Louis Egyetemet, hogy fegyelmi eljárást indítson a férfi kosárlabdaedzője, Rick Majerus ellen. Erre azután került sor, hogy Majerus nyilvánosan támogatta a nők abortuszhoz való jogát és az embrionális őssejtkutatást Hillary Clinton amerikai szenátor kampányrendezvényén. Burke kijelentette:
„Ha egy katolikus egyetemen vállalsz állást, nem kell mindent elfogadnod, amit a katolikus egyház tanít. De nem tehet olyan kijelentéseket, amelyek megkérdőjelezik a katolikus egyház identitását és küldetését.”
A Saint Louis Egyetem elutasította Burke kérését, arra hivatkozva, hogy Majerusnak joga van személyes nézeteit kifejteni, amikor nem az egyetem képviselőjeként szolgál. 2009 márciusában Burke felszólította az amerikai püspököket, hogy tartsák vissza az eucharisztiát azoktól a katolikus politikusoktól, akik támogatják a nők abortuszhoz való jogát. A püspökök mulasztása – mondta Burke – „gyengíti mindenki hitét. Azt a benyomást kelti, hogy erkölcsileg helyesnek kell lennie, ha támogatjuk a terhességmegszakítást.” Azt is mondta, hogy minden amerikai elnök, aki „életellenes” törvényeket támogat és hajt végre, „a halál ügynöke” lehet. Burke később azt mondta, hogy megjegyzéseit nem az Apostoli Szignatúra prefektusaként tette, hanem egyszerűen mint amerikai püspök. Két hónappal később, májusban Burke kijelentette,
„Mivel Barack Obama elnök a választási kampány során egyértelműen bejelentette élet- és családellenes programját, egy katolikus, aki ismerte a programját például a terhességmegszakítással, az embrionális őssejtkutatással és az azonos neműek házasságával kapcsolatban, nem szavazhatott rá tiszta lelkiismerettel.”
A választások során Obama hivatalosan nem szólított fel az azonos neműek házasságára, de támogatta az azonos neműek polgári házasságát. 2013 februárjában Burke az írországi abortuszvitához fűzött megjegyzést, kijelentve, hogy az egyházjoggal összhangban a papoknak ki kell zárniuk az eucharisztia vételéből az abortuszt támogató politikusokat. Burke kijelentette, hogy aki támogatja az abortuszt, az nem részesülhet a szentáldozásban.
„Nem tudom elképzelni, hogy bármelyik katolikus ne tudná, hogy az abortusz súlyos bűn, de ha nem tudja, ha egyszer elmondták neki, akkor vagy fel kell hagynia az abortusz támogatásával vagy el kell fogadnia, hogy nem jóhiszemű katolikus, és ezért nem járulhat szentáldozáshoz.”
2017-ben Burke azt mondta, hogy Donald Trump győzelme a 2016-os amerikai elnökválasztáson az abortuszellenes ügyek győzelme volt. Egy 2019. augusztusi interjúban Burke kritizálta azokat az embereket, akik az egyház tagjainak tartják magukat, de nem értenek egyet annak tanításával bizonyos kérdésekben.
„Voltak olyan nem katolikus kormányzati vezetők ebben a nemzetben, akik azt mondták nekem, hogy biztosak voltak benne, hogy az abortuszról és az úgynevezett azonos neműek házasságáról szóló katolikus tanítás megváltozott, mert a Capitol Hillen olyan sok katolikus rendszeresen támogatja az ilyen jellegű jogszabályokat. És ez botrányos.”
Joe Biden amerikai alelnököt kiemelve azt mondta az ilyen embereknek, hogy ne próbálják meg a szentáldozást. „Ez nem büntetés. Valójában ez egy szívesség ezeknek az embereknek, hogy azt mondjuk nekik, ne közeledjenek, mert ha közelednek, akkor szentségtörést követnek el” – mondta. Burke elítélte Kamala Harris amerikai szenátort, Brian Buescher amerikai kerületi bírót és annak a Kolumbusz Lovagjaihoz való tartozását ért kritikái miatt, mondván, hogy az embereknek „meg kell nézniük az ilyen nyilatkozatot annak, ami, és azt kell mondaniuk, hogy ez nem az a személy, akit a nemzetem vezetőjének akarok.”

### A nők szerepe az egyházban és a paphiány
2008 júniusában Burke, mint Saint Louis érseke interdiktumot – amely kizár egy személyt az egyházi szolgálatokból és a szentségekből – alkalmazott Louise Lears irgalmas nővérre, bűnösnek ítélve őt a katolikus egyház hite és tanítása elleni három súlyos kánoni vétségben. Lears, aki lelkipásztori munkatárs és pedagógus, nyilvánosan kinyilvánította meggyőződését, hogy az egyház minden szolgálatának, beleértve a papságot is, nyitva kell állnia a nők előtt. Lears azután kapta az interdiktumot, hogy részt vett egy nő pappá szentelései szertartásán, amelyet az egyház nem ismer el, egy zsidó zsinagógában, a WomenPriest mozgalom által.
2015 januárjában Burke interjút adott a New Emangelization [sic] Projekt nevű szervezetnek. A csoport azért alakult, hogy szembe szálljon azzal, amit a katolikus egyház „emberválságának” nevez. Az interjúban Burke együttérzését fejezte ki a csoport azon aggodalmaival kapcsolatban, hogy a katolikus egyház „elnőiesedése” miatt a férfiak kiszorulnak a padsorokból. Burke bírálta azt, amit a „radikális feminizmus” túlzott szerepének lát az egyházban. Azt mondta, hogy ez „az 1960-as évek óta támadta az egyházat és a társadalmat, nagyon marginalizálta a férfiakat”, és arra késztette az egyházat, hogy a férfiak számára fontos témákat, mint például a lovagiasság és az áldozatvállalás, lehangolja. Amellett, hogy elítélte a „radikális feminizmust”, kifejezetten bírálta a női ministránsok bevezetését, mint az egyház „elnőiesedésének” nemkívánatos jelét és a fiúk visszatartását attól, hogy az oltárnál szolgáljanak és elinduljanak a felszentelés felé vezető úton. „A lányok ministrálásának bevezetése sok fiút is arra késztetett, hogy elhagyja a ministrálást” – mondta Burke. „A fiatal fiúk nem akarnak lányokkal együtt dolgozni. Ez egyszerűen természetes. A lányok is nagyon jók voltak a ministrálásban. Így sok fiú idővel elsodródott.” Egy másik 2015-ös interjúban Burke a pedofil papokat a „radikális feminizmusnak tulajdonította, amely az 1960-as évek óta támadja az egyházat és a társadalmat.”

Burke azt mondta, hogy ehhez
„... bizonyos férfias fegyelmet jelent ministránsként szolgálni egy pap oldalán, és a legtöbb papnak ministránsként vannak első mély élményei a liturgiáról. Ha nem képezzük a fiatal férfiakat ministránsfiúkká, nem adunk nekik tapasztalatot Isten szolgálatáról a liturgiában, akkor nem kell meglepődnünk azon, hogy a hivatások száma drámaian visszaesett.”

### A homoszexualitás és az azonos neműek házasságának ellenzése
Burke erősen bírálja és ellenzi a melegek jogaihoz való hozzáállás enyhítését és a melegek nagyobb mértékű elfogadását az egyházon belül. Egy 2013-as interjúban azt mondta, hogy az azonos neműek házassága,
„... egy csalárd mű, egy hazugság emberi természetünk legalapvetőbb aspektusáról, az emberi szexualitásról, amely az élet után maga is meghatároz bennünket. Az ilyen típusú hazugságok csak egy helyről származnak, nevezetesen a Sátántól. Ez egy ördögi helyzet, amelynek célja az egyének, a családok és végül a nemzetünk elpusztítása.”
Egy 2014 októberében adott interjúban Burke a meleg kapcsolatokat „mélységesen rendellenesnek és károsnak” nevezte és kijelentette, hogy a szülőknek „nem szabadna kitenniük ennek a gyermekeiket.” Azt javasolta, hogy a szülők ne engedjék, hogy gyermekeik szexuálisan aktív melegekkel érintkezzenek, és ne engedjék, hogy részt vegyenek családi összejöveteleken, például karácsonyi ünnepségeken. A homoszexualitást „betegségnek” nevezte, amely nem genetikai eredetű, hanem nagymértékben függ a személy környezetétől. Nem sokkal később azzal érvelt, hogy Ferenc pápa soha nem mondta, hogy a homoszexuális cselekedetekben pozitív elemeket lehet találni, hozzátéve, hogy „lehetetlen pozitív elemeket találni egy gonosz cselekedetben.”
A 2015. májusi írországi népszavazás után Oxfordban Burke azt mondta, hogy nehezen érti, hogy „bármely nemzet újra értelmezi a házasságot... Úgy értem, ez Istennel való szembeszegülés. Ez egyszerűen hihetetlen. A pogányok talán tolerálták a homoszexuális viselkedést, de soha nem merték azt mondani, hogy ez a házasság.” Eamon Martin armagh-i érsek elhatárolódott Burke megjegyzéseitől, és arra buzdította az egyéneket, hogy „próbáljanak meg tisztelettudóan és sértés nélkül fogalmazni”, ahol csak lehet.
2017 augusztusában Burke bírálta Reinhard Marx bíboros azon kijelentését, hogy Németországban az azonos neműek házasságának közelmúltbeli legalizálása nem jelenthet komolyabb aggodalmat az ottani katolikus egyház számára. Burke szerint Marx megjegyzései azt mutatják, hogy az egyházból hiányzik „a világosság és a bátorság, hogy a radikálisan szekularizált kultúrának hirdesse az élet és az isteni szeretet evangéliumát.” Burke utalt a társadalomból az egyházi vezetőkre átterjedő ördögi tévedésekre, aggodalmakat keltett a „végidők” közeledtével kapcsolatban, és ismét kijelentette, hogy a homoszexuális cselekedetek bűnösek. Ragaszkodott ahhoz, hogy a helyes megközelítés különbséget tesz a személy iránti szeretet és gyűlölet között, amelyet a katolikusoknak „mindig érezniük kell a bűnös cselekedetek iránt.”
2019-ben Burke megdorgálta néhány püspöktársát, amiért szerinte nem tartották be az egyházi tanítást. Úgy véli, hogy az Egyesült Államok Katolikus Püspöki Konferenciáján (USCCB) belül „nyomásgyakorló csoportok” próbálták enyhíteni az egyház homoszexualitással kapcsolatos hozzáállását, többek között megpróbálták eltávolítani az „eredendően rendellenes” megnevezést a katekizmusban a homoszexuális aktusokról szóló beszélgetésből, ami Burke szerint „nem lehetséges.” Burke így folytatta: „Az Egyesült Államok hierarchiáján belül határozottan van egy olyan elem, amely ezekben a kérdésekben nincs összhangban az egyházzal.” Ezután bírálta azokat a prelátusokat, akik „Fr. James Martint ... támogatják egyházmegyéjükben.” Azt állította, hogy Martin „nem áll összhangban az Egyház homoszexualitásról szóló tanításával” és azt mondta, hogy az ilyen előmozdítás „azt jelzi számunkra, hogy komoly nehézségek vannak a hierarchián belül, amellyel foglalkozni kell.”
2019 februárjában Burke Walter Brandmüller bíborossal közösen nyílt levelet írt Ferenc pápának címezve, amelyben „a homoszexuális napirend pestisének” megszüntetését követelték, amelyet a katolikus egyházat sújtó szexuális visszaélésekkel kapcsolatos válságért okoltak. Azt állították, hogy a napirendet „szervezett hálózatok” terjesztik, amelyeket a „hallgatás összeesküvése” véd.

### Válás
Burke ellenezte az egyházi tanítás minden olyan hipotetikus módosítását, amely lehetővé tenné, hogy a polgári házasságban elvált, érvényesen házasodott katolikusok újraházasodhassanak, vagy részesülhessenek az eucharisztiában, ha már egy második polgári házasságot kötöttek. 2013-ban Gerhard Ludwig Müller és George Pell bíborosokkal közösen írt egy könyvet a témában.
A 2014-es püspöki szinódus ideiglenes dokumentuma enyhítette a katolikus egyház nyelvezetét a melegekkel, a mesterséges fogamzásgátlással, valamint az elváltakkal és a polgári házasságban élőkkel kapcsolatban. Burke szerint a válaszból kiderült, hogy „a szinódusi atyák nagy része kifogásolhatónak találta.” A The Catholic World Reportnak adott interjújában Burke azt mondta, hogy a dokumentum „nem rendelkezik szilárd alapokkal a Szentírásban és a tanítóhivatalban, és azt a benyomást kelti, mintha egy teljesen új, a szinódus egyik tagja által »forradalminak« nevezett tanítást találna ki a házasságról és a családról.” Buke a BuzzFeed Newsnak adott interjújában azt is elmondta, hogy ha „Ferenc pápa úgy választott ki bizonyos bíborosokat, hogy úgy irányítsák a találkozót, hogy az olyan kérdésekben, mint a válás és az LMBT emberekkel való bánásmód, a személyes nézeteit előmozdítsák”, akkor nem tartotta volna be a katolikus egyház vezetőjeként kapott megbízatását.

A Die Welt című német napilapban 2015. április 24-én megjelent interjúban a Püspöki Szinódus tizennegyedik rendes közgyűlésével kapcsolatban Burke megújította kritikáját Walter Kasper német bíborossal szemben, akinek „irgalmas” megoldását a 2014-es rendkívüli szinóduson megvitatták az újraházasodott elváltakkal kapcsolatban, akik szeretnének áldozni.
Minket a Magisztérium kötelez. De egyes szinódusi atyák, mindenekelőtt Kasper bíboros, meg akarják változtatni. Ezért nagyon világossá kellett tennem magam. A szinódusi összecsapások egyébként nem szokatlanok. Gondoljunk csak a korai zsinatokra, például az ariánus eretnekségre, amikor Athanasius még fizikailag is agresszívvá vált",
Burke azt is megemlítette, hogy II. János Pál pápa „egyszer s mindenkorra” kizárta a nők felszentelését.
Burke három másik bíborossal együtt egy sor dubia-t, azaz kételyt fogalmazott meg Ferenc pápa számára, amelyben arra kérik, hogy tisztázzon különböző tanítási pontokat a 2016-os Amoris laetitia című apostoli buzdításban és az általános keresztény életről. A többi bíboros az olasz Carlo Caffara és a német Brandmüller és Joachim Meisner. A 2014-es szinódus óta egyes püspökök elkezdték engedélyezni az elvált és újraházasodott katolikusok számára a szentáldozást, annak ellenére, hogy az ilyen személyekről hagyományosan azt mondják, hogy házasságtörést követnek el és halálos bűnben élnek, ezért a hivatalos egyházi törvények szerint nem jogosultak a szentáldozásra. Az Amoris laetitia egy lábjegyzetét úgy tekintették, hogy bizonyos körülmények között ezt megengedi. Burke azt mondta, hogy ha az elvált és újraházasodott katolikusok számára engedélyezik az eucharisztia vételét, „akkor az Egyház tanítása a házasságról véget ér.”
A négy bíboros magánjelleggel nyújtotta be a dubiát, majd 2016 novemberében nyilvános levélben („Tisztánlátás keresése: kérés az Amoris laetitia csomóinak feloldására”) kérte Ferencet, hogy tisztázza a tanítás különböző pontjait. Az első dubia az elváltak és újraházasodottak szentségek vételére kérdezett rá. A nyilvános levél a keresztény élet alapvető kérdéseire kérdezett rá, és hivatkozott II. János Pál Veritatis splendor enciklikájára. 2017 áprilisában, miután levelükre nem érkezett válasz, a bíborosok találkozót kértek Ferenc pápától, de nem kaptak választ.
2018. április 7-én Burke Brandmüllerrel és Schneiderrel együtt részt vett egy konferencián, amelyen elutasították a német püspökök által javasolt vázlatot, amely szerint az elvált és újraházasodott katolikusok számára lehetővé tennék az eucharisztia vételét. Máté evangéliumának 19. fejezetére hivatkozva Burke vitatta azt a felfogást, hogy bárkinek, beleértve a pápát is, hatalmában állna elvált és újraházasodott katolikusokat az egyház teljes jogú tagjává fogadnia. A konferencia során Burke annak a meggyőződésének adott hangot, hogy a tévedésben lévő pápa „nyilvános korrekciójára” a magánjellegű korrekció figyelmen kívül hagyása vagy elutasítása után kerülhet sor. „Kötelességből a pápának nem lehet engedelmeskedni” – mondta Burke. Hozzátette, hogy „a római pápa csak a törvény céljának megőrzése érdekében térhet el a törvénytől, és soha nem annak felforgatása érdekében.”
Egy szeptember 6-i interjúban Burke azt mondta, hogy osztja Carrafa dubia aláíró társának „mélységes szomorúságát”, hogy a dubia soha nem kapott választ, és azon tűnődött, hogy ez a szomorúság hozzájárult-e a halálához. „A dubia előbb-utóbb választ kell kapjon.” – mondta Burke. „Ez egy egyszerű válasz: Igen vagy nem. Ennyi az egész. Ez nem bonyolult.”

### Palliatív ellátás és eutanázia
Egy 2011. július 23-i, az élet végi gondozásról szóló konferencián, amelyet a Szent Gianna Orvosi Céh szponzorált, Burke azt mondta, hogy a szenvedés nem okozza azt, hogy az embernek kevesebb értelme legyen az életében, és nem ad jogot a kormánynak arra, hogy eldöntse, hogy az illető éljen vagy haljon meg:
„Nem számít, mennyire csorbul egy élet, nem számít, milyen szenvedésen megy keresztül az illető, ez az élet a legnagyobb tiszteletet és törődést követeli. Soha nem helyes kioltani egy életet azért, mert valamilyen súlyos teher alatt áll.”

### Az SSPX reintegrációja
2012-ben, a Szentszékkel kánonjogi szempontból szabálytalan státuszban lévő tradicionalista Szent X. Piusz Társaság (SSPX) közötti tárgyalások során Burke optimizmusát fejezte ki, hogy a Társaság tagjai kibékülnek a Vatikánnal. A Társaság tagjait olyan embereknek nevezte, akik „rendelkeznek a katolikus hittel és a szent liturgia szeretetével.”
Az SSPX-el folytatott tárgyalások végül kudarcba fulladtak. 2017 júliusában Burke azt mondta, hogy az SSPX „skizmában van”, és hogy „nem törvényes a misén való részvétel vagy a szentségek vétele az ő templomukban”, és hogy a hívő katolikusoknak kerülniük kell az SSPX liturgiáit. Kritizálta Ferenc pápa nyitottságát az SSPX felé, kijelentve, hogy „erre nincs kánoni magyarázat, és ez egyszerűen egy anomália”, mert bár nem voltak kiközösítve, de nem is voltak teljes közösségben a katolikus egyházzal.

### Észrevételek a miséről
XVI. Benedek pápa 2007. júliusi apostoli levelében, a Summorum Pontificum-ban engedélyezte a hagyományos mise szélesebb körű használatát, amely a II. Vatikáni Zsinat reformjaival és a VI. Pál miséjének, a Novus Ordo misének bevezetésével nagyrészt kikerült a használatból. A hagyományos mise egészének vagy egyes részeinek visszaállítását Burke a „reform reformjának” részeként támogatta, módosítva azokat a hiányosságokat, amelyeket a VI. Pál új miséjének bevezetésében lát. Burke 2012-ben a következőket mondta a zsinat utáni liturgikus változásokkal kapcsolatban:
A rítus formájának lecsupaszítása, megváltoztatása történt, ami megítélésem szerint túl sok volt. Nem lehet egy élő valóságot, Isten imádatát, ahogyan Isten akarta, hogy imádjuk őt, fogni és megbolygatni anélkül, hogy erőszakot ne tennénk, és anélkül, hogy valamilyen módon ne károsítanánk az emberek hitéletét.
2017-ben Burke a Summorum Pontificumot „XVI. Benedek pápa pontifikátusának legpompásabb hozzájárulásaként” említette. Az évek során Burke gyakran ajánlotta fel a mise hagyományos formáját, beleértve a rendszeres felszentelések elvégzését az ICKSP és a Szent Péter Papi Testvériség, két olyan tradicionalista csoport számára, amelyek papjai csak a mise régebbi formáját mutatják be.
2011 márciusában Burke azt mondta, hogy túl sok pap és püspök kezeli a liturgikus normák megsértését jelentéktelen dologként, holott valójában „súlyos visszaélésekről” van szó, amelyek károsítják a katolikusok hitét. Kritizálta az áhítat vélt hiányát abban, ahogyan a modern liturgia néha zajlik, és kijelentette: „Ha tévedünk, ha azt gondoljuk, hogy mi vagyunk a liturgia középpontja, akkor a mise a hit elvesztéséhez vezet.” Ugyanakkor Burke-ről köztudott, hogy pazar díszruhát visel, és „azon kevés bíborosok egyike, aki cappa magnát, a hosszú, vizes selyemfüzéreket visel, amelyek úgy nézhetnek ki, mintha skarlátvörös láva folyna el a trónjáról”, valamint „bársonykesztyűt és extravagáns brokátokat.”

Egy 2015-ös interjúban Burke megismételte azon aggodalmát, hogy az ember került a mise középpontjába, mondván, hogy „sok helyen a mise nagyon pap-központúvá vált, olyan volt, mint a »pap-show«. Ez a fajta visszaélés a szent érzés elvesztéséhez vezet, kivonva a miséből a lényegi misztériumot. Elveszik annak a valósága, hogy maga Krisztus szállt le az oltárra, hogy jelenvalóvá tegye a golgotai áldozatát.” Burke a liturgia II. Vatikáni Zsinat utáni modernizációját tette felelőssé a misére járás csökkenéséért.
„Néhány esetben valóban nehezen elviselhetővé vált az emberek számára a tiltott betoldások, az idegen agendák, a papok és a gyülekezetek személyiségeinek a liturgiába való beemelése miatt, olyannyira, hogy az emberek kezdték azt hinni, hogy a mise valamiféle társadalmi tevékenység... Ha valaki megérti, hogy mi is a mise valójában – maga Krisztus száll le a mennyből, hogy megújítsa a golgotai áldozatot – hogyan is lehetne nem ott lenni vasárnap?” – kérdezte.
Burke elítélte a Tradicionis custodest, a Ferenc pápa által 2021 júliusában kiadott motu proprio-t, amely gyakorlatilag visszafordította a Summorum Pontificumot, korlátozva a hagyományos miserendet felajánló papokat. Burke azt mondta, hogy nem érti a dokumentum azon állítását, miszerint a Novus Ordo forma a római mise „egyedülálló kifejeződése”, mivel a hagyományos forma „a római rítus élő formája, és soha nem szűnt meg az lenni.” Míg Ferenc a hagyományos misét olyasvalaminek nevezte, ami a kereszténység skizmájának elősegítése eszközévé vált, Burke azt mondta, hogy a gyakorlatban nem látott ilyen tendenciákat. Azt állította, hogy Ferenc dokumentumát „keménység jellemzi” azokkal szemben, akik a régebbi formában vesznek részt a szentmisén, és bírálta, hogy azonnal hatályba lépett, ami szerinte nem adott megfelelő időt az érintetteknek, hogy tanulmányozzák annak értelmét. Burke kijelentette, hogy Ferencnek nincs felhatalmazása arra, hogy eltörölje a hagyományos misét.

### Antinomianizmus
A 2012-es püspöki szinódus az „Új evangelizáció” témájára összpontosított. A szinódushoz írt írásbeli hozzászólásában Burke bírálta az „antinomianizmust”, azt a hitet, hogy a kegyelem felmenti a keresztényeket az erkölcsi törvényeknek való engedelmesség alól, kijelentve, hogy ez „a mai társadalom legsúlyosabb sebei közé tartozik”, és felelős az olyan „eredendően gonosz” cselekedetek legalizálásáért, mint az abortusz, az embrionális őssejtkutatás, az eutanázia és az azonos neműek házassága.

### Az iszlám és a bevándorlás
Egy 2016-os interjúban Burke azt mondta, hogy „nem kérdés, hogy az iszlám kormányozni akarja a világot” és hogy fél attól, hogy „erőszakkal egy iszlám kormány alá kerül.” Később megjelent könyvében, a Remény a világnak: To Unite All Things in Christ, Burke azt mondja:

Az iszlám olyan vallás, amelynek saját értelmezése szerint állammá is kell válnia. A Korán, és a Korán különböző szakértői által adott hiteles értelmezései arra hivatottak, hogy kormányozzák a világot... A valóságban nincs helye más vallásoknak, még ha tolerálhatók is, amíg az iszlámnak nem sikerül megalapoznia a nemzetek és a világ feletti szuverenitását.
Diarmuid Martin dublini érsek szerint Burke megjegyzései nem voltak hasznosak egy olyan időszakban, amikor Európa még mindig inog a terrortámadások sorozata után.
A 2016-os amerikai elnökválasztás előtt Burke találkozott Steve Bannonnal, Donald Trump közeli tanácsadójával. A páros még többször találkozott, és Burke évekig Bannon erős szövetségese volt. 2013-ban Burke-öt nevezték ki Bannon Dignitatis Humanae Intézete – egy olyan akadémia, amelyet Bannon hozott létre jobboldali katolikus aktivisták képzésére – tanácsadó testületének elnökévé. 2019-ben azonban Burke lemondott a testületről és megszakította a kapcsolatot Bannonnal, mert utóbbi kijelentette, hogy filmadaptációt akar készíteni Frederic Martel A Vatikán szekrényében című könyvéből. Burke azt mondta, hogy „egyáltalán nem értek egyet Bannon úr számos kijelentésével a római katolikus egyház tanításával és fegyelmével kapcsolatban.”
2017 februárjában, Trump elnökké választás után Burke azt mondta, hogy „nem hiszi, hogy az új elnököt a gyűlölet fogja inspirálni a bevándorlás kérdésének kezelésében.” 2017-ben Burke találkozott a jobboldali olasz nacionalista Matteo Salvinivel, az olasz Északi Liga vezetőjével, aki Ferenc pápa ellenfele a bevándorlás és a muszlimokkal folytatott párbeszéd kérdésében.
2018-ban Burke elítélte a Trump-kormányzat családok szétválasztásának politikáját, mondván: „Olyan megoldást kell találni a helyzetre, amely elkerüli a kisgyermekek szüleiktől való elválasztásának gyakorlatát, ez világos.”
2019 májusában Burke azt mondta, hogy „a nagyarányú muszlim bevándorlással szembeni ellenállás megítélésem szerint felelősségteljes” és „hazafiasságunk felelős gyakorlása”; idézte a No Go Zones: How Sharia Law is Coming to a Neighborhood Near You című könyvet, a Breitbart News korábbi riporterének, Raheem Kassamnak a könyvét, hogy alátámassza állítását, miszerint a muszlimok Európába és az Egyesült Államokba történő bevándorlása káros. Burke azt mondta, hogy a muszlim bevándorlás azért van, mert a keresztények „már nem állnak készen arra, hogy megvédjék az erkölcsi törvényt”, és félelmét fejezte ki a demográfiai változásról, mer „a keresztények nem szaporodnak.”

### Egyházi szexuális visszaélések
2018-ban Burke az egyházban zajló szexuális visszaélési botrányokat „a hitből való elszakadásnak” nevezte. Hozzátette, hogy „alapvetően azzal az elképzeléssel kezdődik, hogy lehet legitim szexuális tevékenység a házasságon kívül, ami természetesen hamis, teljesen hamis.” Burke a válság közepette imára és jóvátételi cselekedetekre szólított fel. 2019-ben Burke azt mondta, hogy „a szexuális visszaélésekkel kapcsolatos ügyek kezelésében jól felkészült” laikus híveket „fel kell kérni, hogy vizsgálják ki és segítsenek a végére járni” az egyházi papi visszaélések problémájának, ugyanakkor kijelentette, hogy a visszaélések ügyeit vizsgáló bármely csoportnak végső soron a pápának kell jelentenie és felelnie.
2019-ben Burke a hírek szerint más befolyásos amerikai katolikus vezetőkkel együtt jelentős pénzbeli ajándékokat kapott Michael J. Bransfield nyugat-virginiai püspöktől, aki szexuális visszaélések vádja miatt lemondott. Az ajándékokat az egyházmegye megtérítette. Burke azt mondta, hogy a kapott ajándékok „nagylelkűek”, de „nem pazarlóak” voltak, és hogy jótékonysági adományokra fordította őket.

### Covid-19 összeesküvés-elmélet, oltásellenesség
2020 decemberében Burke bírálta a Covid-19 világjárvánnyal kapcsolatos globális válaszlépéseket. „A titokzatos wuhani vírusként” hivatkozva azt mondta, hogy a vírust „bizonyos erők ... arra használják, hogy gonosz tervüket előmozdítsák” és arra kényszerítsék az embereket, hogy „az úgynevezett »Nagy Újraindítás«, az »új normális« alattvalóivá váljanak, amelyet a polgárok és nemzetek tudatlanságon és félelmen keresztül történő manipulálásával diktálnak nekünk.”
2021-ben Burke kifogásokat emelt a Covid-19 vakcinázással szemben. Elítélte a vakcinázási kötelezettséget és az „államilag előírt mikrochipezéshez” hasonlította őket. Burke kijelentette, hogy az oltóanyag-kötelezettségek megállapítása „sérti az állampolgárok integritását.” 2020 decemberében a Covid-19 vakcina fejlesztésére utalva Burke azt mondta, hogy a magzati szövetek felhasználása a vakcinák fejlesztésében „joggal visszataszító”, mondván, hogy „erkölcsileg soha nem indokolt egy vakcina kifejlesztése abortált magzatok sejtvonalainak felhasználásával.” A Vatikán 2020 decemberében úgy döntött, hogy „amikor etikailag kifogástalan Covid19 vakcinák nem állnak rendelkezésre (pl. olyan országokban, ahol az etikailag kifogástalan oltóanyagokat nem bocsátják az orvosok és a betegek rendelkezésére, vagy ahol a különleges tárolási és szállítási feltételek miatt nehezebb a terjesztésük, vagy amikor ugyanabban az országban különböző oltóanyagokat forgalmaznak, de az egészségügyi hatóságok nem teszik lehetővé, hogy a polgárok kiválaszthassák, hogy milyen oltóanyaggal oltassák be magukat) ekölcsileg elfogadható az olyan Covid-19 oltóanyag, amelynek kutatásához és előállításához abortált magzatokból származó sejtvonalakat használtak fel.” Burke a társadalmi távolságtartást is bírálta.
2021 augusztusában Burke bejelentette, hogy pozitív lett a Covid-19 tesztje; kórházba került és több napra lélegeztetőgépre helyezték. Augusztus 28-án Burke közölte, hogy átszállították az intenzív osztályról és hogy egészségi állapota javul. Szeptember 26-án Burke bejelentette, hogy kikerült a kórházból, és lassan, de folyamatosan halad a Covid-19 okozta rehabilitációjával, és reméli, hogy néhány héten belül visszatérhet szokásos munkájához.

### Szinódus a szinodalitásról
2023. július 10-én Burke egyike volt annak az öt bíborosnak, akik aláírták a Ferenc pápához intézett levelet, amelyben aggodalmukat fejezték ki, hogy a közelgő a szinodalitásról szóló szinódus aláássa a hagyományos egyházi tanítást, különösen a szexualitással kapcsolatos kérdésekben, a szinódus szerepében az egyházban, abban a kérdésben, hogy a tanítás idővel változhat-e, és a nők pappá szentelésében. A levél egy sor kérdést tett fel, amelyek tisztázására kérték a pápát. Ferenc pápa egy nappal később válaszolt. A bíborosok nem találták kielégítőnek a válaszát és írtak neki egy második, augusztus 21-én kelt levelet, amelyben átfogalmazták kérdéseiket úgy, hogy egyszerűen „igen” vagy „nem” legyen a válasz. Ferenc pápa nem válaszolt, és októberben a bíborosok nyilvánosságra hozták levelüket.

## Kitüntetések
Saint Louis-i hivatali ideje alatt Burke két amerikai katolikus egyetemen – 2005-ben a floridai Ave Maria University és 2007-ben a virginiai Front Royal – a humán tudományok tiszteletbeli doktora lett.
Robert Carlson Saint Louis-i érsek létrehozta a Raymond Leo Burke bíboros kánonjogi tanszéket a Saint Louis-i Kenrick-Glennon Szemináriumban. 2011 májusában az Ohio állambeli Steubenville-ben található Steubenville-i Ferences Egyetem díszdoktori címet adományozott Burke-nek.

## Címer
|  | Jelmondat: SECUNDUM COR TUUM Szíved szerint |

## Magyarul megjelent művei
- Bíboros az egyház szívében. Guillaume d'Alançon beszélgetése Raymond Leo Burke bíborossal; ford. Barsi Balázs; Szt. Gellért, Budapest, 2023